# ウィリアム・ザブカ
ウィリアム・ザブカ（William Michael Zabka、1965年10月20日 - ）は、アメリカ合衆国の俳優、映画プロデューサー。ニューヨーク出身。チェコ系アメリカ人。
主にアクション映画を中心に出演、特に映画『ベスト・キッド』の敵役であるコブラ会のジョニー・ロレンス役で知られる。『ベスト・キッド』の続編にあたる配信ドラマ『コブラ会』ではダニエル・ラルーソ役のラルフ・マッチオと共に主役をつとめる。2004年に短編映画“Most”を制作、第76回アカデミー賞で短編映画賞にノミネートされた。

## 主な出演作品

### 映画
- ベスト・キッド The Karate Kid (1984)
- 彼女はハイスクール・ボーイ Just One of the Guys (1985)
- ナショナル・ランプーンズ・ヨーロピアン・ヴァケーション European Vacation (1985)
- バック・トゥ・スクール Back to School (1986)
- ベスト・キッド2 The Karate Kid, Part II (1986)
- サマー・デイズ A Tiger's Tale (1987)
- シュートファイター/暗黒ドラゴン伝説 Shootfighter: Fight to the Death (1992)
- パイソン Python (2000) テレビ映画
- ファルコンダウン Falcon Down (2001)
- パイソン2 Pythons 2 (2002) テレビ映画
- エアレース Hyper Sonic (2002)
- バニシングスピード Landspeed (2002)
- パニック・イン・ザ・ダーク Dark Descent (2002)
- インナーウォーズ Antibody (2002)
- オフロでGO!!!!! タイムマシンはジェット式 Hot Tub Time Machine (2010)
- しあわせの灯る場所 Where Hope Grows (2014)

### テレビドラマ
- ザ・シークレット・ハンター The Equalizer (1985-1989)
- ママと恋に落ちるまで How I Met Your Mother (2013-2014)
- サイク/名探偵はサイキック? Psych (2014)

- ゴーティマー・ギボン 〜ふしぎな日常〜 Editing Gortimer Gibbon's Life on Normal Street）  (2014-2016)
- コブラ会 Cobra Kai (2018-) 兼製作総指揮